# 400 mètres haies masculin aux championnats du monde d'athlétisme 2013
Navigation
Daegu 2011 Pékin 2015
L'épreuve du 400 mètres haies masculin des championnats du monde de 2013 a lieu les 12, 13 et 15 août 2013 dans le Stade Loujniki, le stade olympique de Moscou, en Russie. Elle est remportée par le Trinidadien Jehue Gordon.

## Critères de qualification
Pour se qualifier pour les Championnats (minima A), il fallait avoir réalisé moins de 49 s 40 entre le 1er octobre 2012 et le 29 juillet 2013. Le minima B est de 49 s 60.

## Records et performances

### Records
| Record du monde           | Kevin Young             | États-Unis      | 46 s 78 | Barcelone, Espagne   | 6 août 1992       |
| Record des championnats   | Kevin Young             | États-Unis      | 47 s 18 | Stuttgart, Allemagne | 19 août 1993      |
| Record d'Afrique          | Samuel Matete           | Zambie          | 47 s 10 | Zurich, Suisse       | 7 août 1991       |
| Record d'Asie             | Hadi Soua'an Al-Somaily | Arabie saoudite | 47 s 53 | Sydney, Australie    | 27 September 2000 |
| Record d'Amérique du Nord | Kevin Young             | États-Unis      | 46 s 78 | Barcelone, Espagne   | 6 août 1992       |
| Record d'Amérique du Sud  | Bayano Kamani           | Panama          | 47 s 84 | Helsinki, Finlande   | 7 août 2005       |
| Record d'Europe           | Stéphane Diagana        | France          | 47 s 37 | Lausanne, Suisse     | 5 juillet 1995    |
| Record d'Océanie          | Rohan Robinson          | Australie       | 48 s 28 | Atlanta, États-Unis  | 31 juillet 1996   |

### Meilleures performances de l'année 2013
Les dix athlètes les plus rapides de l'année sont, avant les championnats (au 26 juillet 2013), les suivants.
| 1 | Michael Tinsley     | États-Unis             | 47.96 | Des Moines         | 22 juin 2013    |
| 2 | Jehue Gordon        | Trinité-et-Tobago      | 48.00 | Monaco             | 19 juillet 2013 |
| 3 | Johnny Dutch        | États-Unis             | 48.02 | Ponce (Porto Rico) | 18 mai 2013     |
| 4 | Kerron Clement      | États-Unis             | 48.06 | Des Moines         | 22 juin 2013    |
| 5 | Bershawn Jackson    | États-Unis             | 48.09 | Des Moines         | 22 juin 2013    |
| 6 | Javier Culson       | Porto Rico             | 48.14 | Lausanne           | 4 juillet 2013  |
| 7 | Mamadou Kasse Hanne | Sénégal                | 48.50 | Monaco             | 19 juillet 2013 |
| 8 | Justin Gaymon       | États-Unis             | 48.56 | Des Moines         | 22 juin 2013    |
| 9 | Reginald Wyatt      | États-Unis             | 48.58 | Eugene, Orégon     | 7 juin 2013     |
| 9 | Felix Sánchez       | République dominicaine | 48.58 | Lausanne           | 4 juillet 2013  |

## Résultats

### Finale
| Rang               | Athlète             | Temps                  | Note    |    |
| ------------------ | ------------------- | ---------------------- | ------- | -- |
| Médaille d'or      | Jehue Gordon        | Trinité-et-Tobago      | 47 s 69 | WL |
| Médaille d'argent  | Michael Tinsley     | États-Unis             | 47 s 70 | PB |
| Médaille de bronze | Emir Bekrić         | Serbie                 | 48 s 05 | NR |
| 4                  | Omar Cisneros       | Cuba                   | 48 s 12 |    |
| 5                  | Félix Sánchez       | République dominicaine | 48 s 22 |    |
| 6                  | Javier Culson       | Porto Rico             | 48 s 38 |    |
| 7                  | Mamadou Kassé Hanne | Sénégal                | 48 s 68 |    |
| 8                  | Kerron Clement      | États-Unis             | 49 s 08 |    |

### Demi-finales
Les 2 premiers de chaque demi-finale et les deux meilleurs temps sont qualifiés pour la finale.
| Rang | Athlète             | Temps             | Note    |    |
| ---- | ------------------- | ----------------- | ------- | -- |
| 1    | Jehue Gordon        | Trinité-et-Tobago | 48 s 10 |    |
| 2    | Javier Culson       | Porto Rico        | 48 s 42 |    |
| 3    | Mamadou Kassé Hanne | Sénégal           | 48 s 69 |    |
| 4    | Cornel Fredericks   | Afrique du Sud    | 48 s 85 |    |
| 5    | Isa Phillips        | Jamaïque          | 49 s 28 | SB |
| 6    | Sebastian Rodger    | Royaume-Uni       | 49 s 32 |    |
| 7    | Tristan Thomas      | Australie         | 49 s 91 |    |
|      | Bershawn Jackson    | États-Unis        | DNF     |    |

| Rang | Athlète            | Temps       | Note    |    |
| ---- | ------------------ | ----------- | ------- | -- |
| 1    | Michael Tinsley    | États-Unis  | 48 s 31 |    |
| 2    | Emir Bekrić        | Serbie      | 48 s 36 | NR |
| 3    | Leford Green       | Jamaïque    | 48 s 88 | SB |
| 4    | Rhys Williams      | Royaume-Uni | 49 s 29 |    |
| 5    | Timofey Chalyy     | Russie      | 50 s 06 |    |
| 6    | Mahau Suguimati    | Brésil      | 50 s 27 |    |
| 7    | Mickaël François   | France      | 50 s 58 |    |
|      | Takayuki Kishimoto | Japon       | DSQ     |    |

| \| Rang \| Athlète \| Temps \| Note \| \| \| ---- \| -------------- \| ---------------------- \| ------- \| -- \| \| 1 \| Omar Cisneros \| Cuba \| 47 s 93 \| WL \| \| 2 \| Félix Sánchez \| République dominicaine \| 48 s 10 \| SB \| \| 3 \| Kerron Clement \| États-Unis \| 48 s 21 \| \| \| 4 \| Annsert Whyte \| Jamaïque \| 49 s 17 \| PB \| \| 5 \| David Greene \| Royaume-Uni \| 49 s 25 \| \| \| 6 \| Rasmus Mägi \| Estonie \| 49 s 42 \| \| \| 7 \| Eric Alejandro \| Porto Rico \| 49 s 44 \| SB \| \| 8 \| Jeffery Gibson \| Bahamas \| 50 s 51 \| \| |                |                        |         |    |
| Rang | Athlète        | Temps                  | Note    |    |
| 1 | Omar Cisneros  | Cuba                   | 47 s 93 | WL |
| 2 | Félix Sánchez  | République dominicaine | 48 s 10 | SB |
| 3 | Kerron Clement | États-Unis             | 48 s 21 |    |
| 4 | Annsert Whyte  | Jamaïque               | 49 s 17 | PB |
| 5 | David Greene   | Royaume-Uni            | 49 s 25 |    |
| 6 | Rasmus Mägi    | Estonie                | 49 s 42 |    |
| 7 | Eric Alejandro | Porto Rico             | 49 s 44 | SB |
| 8 | Jeffery Gibson | Bahamas                | 50 s 51 |    |

### Séries
Les 4 premiers de chaque série (Q) plus les 4 meilleurs temps (q) se qualifient pour les demi-finales.
| Rang | Athlète           | Temps          | Note    |   |
| ---- | ----------------- | -------------- | ------- | - |
| 1    | Michael Tinsley   | États-Unis     | 49 s 07 | Q |
| 2    | Emir Bekrić       | Serbie         | 49 s 16 | Q |
| 3    | Timofey Chalyy    | Russie         | 49 s 33 | Q |
| 4    | Cornel Fredericks | Afrique du Sud | 49 s 66 | Q |
| 5    | Sebastian Rodger  | Royaume-Uni    | 49 s 66 | q |
| 6    | Tristan Thomas    | Australie      | 49 s 80 | q |
| 7    | Yoann Décimus     | France         | 50 s 21 |   |

| Rang | Athlète            | Temps          | Note    |     |
| ---- | ------------------ | -------------- | ------- | --- |
| 1    | Omar Cisneros      | Cuba           | 49 s 87 | Q   |
| 2    | Javier Culson      | Porto Rico     | 49 s 91 | Q   |
| 3    | Takayuki Kishimoto | Japon          | 49 s 96 | Q   |
| 4    | Mickaël François   | France         | 50 s 02 | Q   |
| 5    | L. J. van Zyl      | Afrique du Sud | 50 s 05 |     |
| 6    | Miloud Rahmani     | Algérie        | 50 s 79 |     |
| 7    | Maoulida Darouèche | Comores        | 53 s 28 |     |
| -    | Jacques Frisch     | Luxembourg     |         | DNF |

| Rang | Athlète           | Temps                  | Note    |    |
| ---- | ----------------- | ---------------------- | ------- | -- |
| 1    | Félix Sánchez     | République dominicaine | 49 s 20 | Q  |
| 2    | Kerron Clement    | États-Unis             | 49 s 43 | Q  |
| 3    | Annsert Whyte     | Jamaïque               | 49 s 63 | Q  |
| 4    | Rhys Williams     | Royaume-Uni            | 49 s 85 | Q  |
| 5    | Denis Kudryavtsev | Russie                 | 50 s 02 |    |
| 6    | Andrés Silva      | Uruguay                | 50 s 48 | SB |
| 7    | PC Beneke         | Afrique du Sud         | 51 s 14 |    |

| Rang | Athlète              | Temps                     | Note    |     |
| ---- | -------------------- | ------------------------- | ------- | --- |
| 1    | Mamadou Kassé Hanne  | Sénégal                   | 49 s 33 | Q   |
| 2    | Leford Green         | Jamaïque                  | 49 s 45 | Q   |
| 3    | Bershawn Jackson     | États-Unis                | 49 s 76 | Q   |
| 4    | Jeffery Gibson       | Bahamas                   | 50 s 25 | Q   |
| 5    | Yasuhiro Fueki       | Japon                     | 50 s 66 |     |
| 6    | Mowen Boino          | Papouasie-Nouvelle-Guinée | 51 s 49 | SB  |
| 7    | Eric Cray            | Philippines               | 52 s 45 |     |
| 8    | Silvio Schirrmeister | Allemagne                 |         | DNS |

| \| Rang \| Athlète \| Temps \| Note \| \| \| ---- \| --------------- \| ----------------- \| ------- \| - \| \| 1 \| Jehue Gordon \| Trinité-et-Tobago \| 49 s 52 \| Q \| \| 2 \| Isa Phillips \| Jamaïque \| 49 s 57 \| Q \| \| 3 \| Rasmus Mägi \| Estonie \| 49 s 63 \| Q \| \| 4 \| Eric Alejandro \| Porto Rico \| 49 s 79 \| Q \| \| 5 \| David Greene \| Royaume-Uni \| 49 s 79 \| q \| \| 6 \| Mahau Suguimati \| Brésil \| 50 s 00 \| q \| \| 7 \| Takatoshi Abe \| Japon \| 51 s 41 \| \| |                 |                   |         |   |
| Rang | Athlète         | Temps             | Note    |   |
| 1 | Jehue Gordon    | Trinité-et-Tobago | 49 s 52 | Q |
| 2 | Isa Phillips    | Jamaïque          | 49 s 57 | Q |
| 3 | Rasmus Mägi     | Estonie           | 49 s 63 | Q |
| 4 | Eric Alejandro  | Porto Rico        | 49 s 79 | Q |
| 5 | David Greene    | Royaume-Uni       | 49 s 79 | q |
| 6 | Mahau Suguimati | Brésil            | 50 s 00 | q |
| 7 | Takatoshi Abe   | Japon             | 51 s 41 |   |

## Légende
Records et Performances
- AR : Record continental (area record)
- CR : Record des championnats (championship record)
- MR : Record du meeting (meet record)
- NR : Record national (national record)
- OR : Record olympique (olympic record)
- PR : Record paralympique (paralympic record)
- PB : Record personnel (personal best)
- SB : Meilleure performance personnelle de la saison (season's best)
- WL : Meilleure performance mondiale de l'année (world leader)
- WJR : Record du monde junior (world junior record)
- WR : Record du monde (world record)

Circonstances et Conditions
- DNF : N'a pas terminé (did not finish)
- DNS : N'a pas pris le départ (did not start)
- DQ : Disqualification (disqualification)
- NM : Aucun essai valable enregistré (No Mark)
- Q : Qualifié « directement » au prochain tour (ou à la prochaine compétition), lors d'une compétition majeure, grâce au classement ou à la réalisation des minima (automatic qualifier)
- q : Qualifié au prochain tour (ou à la prochaine compétition), lors d'une compétition majeure, grâce au repêchage ou à la réalisation de l'une des meilleures performances parmi celles des « non qualifiés directement » (grâce au meilleur temps ou à la meilleure distance par exemple) (secondary qualifier)